# Historia de Los Ángeles
| Año  | Población |
| ---- | --------- |
| 1800 | 315       |
| 1830 | 770       |
| 1850 | 1610      |
| 1870 | 5730      |
| 1880 | 11 200    |
| 1890 | 50 400    |
| 1900 | 102 500   |
| 1910 | 319 200   |
| 1920 | 576 700   |
| 1930 | 1 238 048 |
| 1940 | 1 504 277 |
| 1950 | 1 970 358 |
| 1960 | 2 479 015 |
| 1970 | 2 816 061 |
| 1980 | 2 966 850 |
| 1990 | 3 485 398 |
| 2000 | 3 694 820 |

Los Ángeles fue fundada el 4 de septiembre de 1781 por 44 españoles con el nombre oficial de El Pueblo de la Reina de los Ángeles, nombre que se amplificaría como El Pueblo de Nuestra Señora la Reina de los Ángeles de Porciúncula, por el nombre que el explorador y misionero Juan Crespí le dio al río Los Ángeles en la expedición de Gaspar de Portolá en 1769. Dicho nombre deriva de Santa Maria degli Angeli ("Santa María de los Ángeles"), la localidad italiana que alberga la Porciúncula, la capilla donde se originó el movimiento franciscano. Fray Crespí, Junípero Serra y los primeros misioneros de California pertenecían, en efecto, a la Orden Franciscana.
Con la construcción de la Presa Hoover, el suministro abundante de agua se vio garantizado, de esta manera el antiguo desierto se transformó en la ciudad más extendida territorialmente de todo el país, alcanzando una población que supera actualmente los 15 millones de habitantes incluyendo el Gran Los Ángeles.
Con el paso del tiempo se han formado guetos que en 1992 sirvieron de germen para la peor cadena de disturbios de la Historia de los Estados Unidos. El detonante fue una grabación de vídeo que mostraba a policías blancos golpeando a un ciudadano afrodescendiente. La violencia callejera dejó más de 50 muertos y miles de heridos.
En 1994 el Terremoto de Northridge produjo la muerte de casi un centenar de personas y dañó gravemente el complejo sistema de autopistas de la ciudad. Toda esta región se ve sacudida por movimientos sísmicos con regularidad, debido a que se encuentra sobre la llamada "falla de San Andrés".

## Era española, 1769–1821

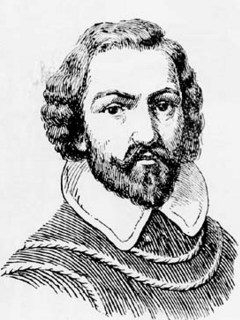
Juan Rodríguez Cabrillo. En 1542 comandó la primera expedición europea a la región de Los Ángeles.

El pueblo de Los Ángeles fue el asentamiento seglar en la Nueva California, tras San José de Guadalupe. Su fundación se organizó por el gobernador de la Provincia de las Californias, Felipe de Neve, bajo órdenes de Carlos III de España. Las familias pobladoras se reclutaron en las provincias de Sonora y Sinaloa. Las once familias representaban la gama racial de la sociedad del norte de la Nueva España. Eran de las varias castas, la mayoría mestizos, mulatos, e indígenas. Solo un español peninsular se encontraba entre el grupo. Por ley el terreno del pueblo se definía como cuatro leguas cuadradas, o sea, un cuadro de una legua de distancia hacia cada punto cardinal desde el centro del pueblo. Las calles, en cambio, se trazaron en una dirección noreste a sureste y noroeste a sureste, una dirección que aún se conserva en el centro de Los Ángeles. Los antiguos límites del pueblo al oeste y este también se marcan todavía por las Calles Hoover e Indiana.
El gobernador Neve dotó al pequeño pueblo un ayuntamiento, pero por los primeros cinco años su administración fue vigilada por el Comisionado José Vicente Féliz, apuntado por el comandante del Presidio Real de Santa Bárbara. Entre los primeros miembros del consejo se encuentran los alcaldes José Vanegas (oriundo de Bolaños (Jalisco) y registrado como indio el padrón de 1789, pero como mestizo en censo de 1790), José Sinova (español criollo, oriundo de Ciudad de México), Mariano de la Luz Verdugo (español criollo, oriundo de San Javier (Vieja California)) y Juan Francisco Reyes (mulato, oriundo de Zapotlán el Grande (Jalisco)) y los regidores Felipe Santiago García (español criollo, oriundo de Villa de Sinaloa) y Manuel Camero (oriundo de Chametla (Sinaloa) y registrado como mulato en 1789 y mestizo en 1790). Como parte las Provincias Internas, Los Ángeles caía bajo la jurisdicción de la Real Audiencia de Guadalajara.
El pueblo tuvo su propia parroquia y el segundo templo se comenzó a construir en 18 de agosto de 1814 bajo el auspicio de Fray Luis Gíl y Taboada y se finalizó el 8 de diciembre de 1822. El edificio fue reconstruido en 1861. La parroquia de Los Ángeles era parte de la Arquidiócesis de Sonora, (hoy arquidiócesis de Hermosillo). En 1840 se erigió la diócesis de Ambas Californias, sufragánea de la arquidiócesis de México, que existió hasta poco después de la intervención estadounidense en México. Por muchos años la iglesia de Nuestra Señora la Reina de los Ángeles era la única de la ciudad hasta la construcción de la Catedral de Santa Vibiana en 1876. La Catedral se convirtió en el centro de la comunidad católica angloparlante y la iglesia de la plaza permaneció como parroquia de habla española. El edificio remodelado en 1861 todavía existe y funciona como una capilla detrás de una iglesia moderna. La parroquia es cariñosamente llamada "La Placita" por muchos angelinos y está bajo la dirección de los Misioneros Claretianos. La plaza antigua del pueblo se conserva hoy como el sitio histórico estatal, La Placita Olvera, aunque muy cambiada de fachada.

## Era mexicana, 1821–1848

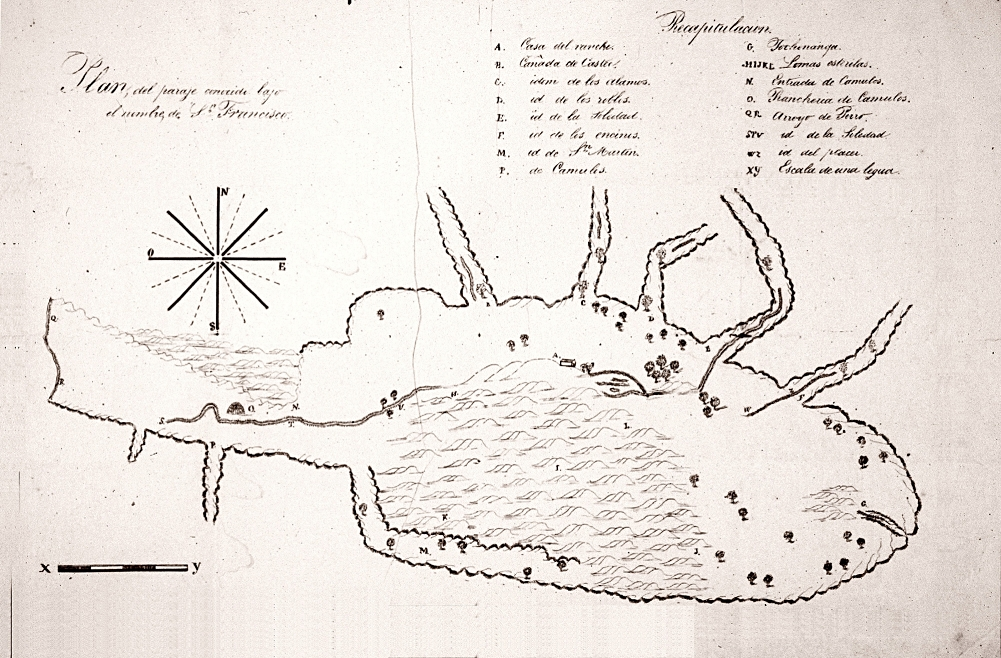
"Plan del paraje conocido bajo el nombre de S. Francisco", hoy el Valle de Santa Clarita (California).

Durante las primeras décadas de su historia solo fue un pueblo de tránsito en el Camino Real de California que conectaba las misiones y los presidios. La ciudad se asienta en una región árida semidesértica y con escasas reservas de agua y separada del resto del continente por desiertos y montañas, lo cual no permitió que crezca rápidamente. La gran parte de la economía giraba alrededor de la ganadería, y varios ranchos grandes se formaron en esta época. El gran cambio que llegó con la independencia de México fue la política de privatizar los terrenos de las misiones y abrir el Territorio de Alta California al comercio extranjero marítimo. Muchos de estos terrenos llegaron a pertenecer a los nuevos ranchos y los neófitas pasaron a trabajar en la ganadería y en Los Ángeles y otras aldeas que se formaban alrededor de los presidios. Con el paulatino pero seguro crecimiento de población, el pueblo se sintió bastante seguro para comenzar a competir con Monterrey para ser capital del territorio. Sureños, encabezados por Pío y Andrés Pico y José Antonio Carrillo conspiraban contra norteños para hacer su pueblo la capital, y a veces el conflicto llegó a combate armado. Consiguieron su meta en 1835, cuando Los Ángeles fue elevada a ciudad (poco después comenzó a elegir dos alcaldes) y capital, aunque el gobierno no se trasladó por diez años. De todas formas, la independencia mexicana no afectó mucho a la vida cotidiana en Los Ángeles. Fue otro evento anterior que más impacto el destino del pequeño pueblo.
Cuando Estados Unidos realizó la compra de Luisiana en 1803, la joven nación se hizo propietaria de un territorio ambiguamente especificado. La situación generó que el gobierno de los Estados Unidos. reclamó la cuenca de los ríos Misuri y Misisipí en su totalidad y el territorio de Texas, aunque España no reconoció en que la venta consistiera de todas estas tierras. (El litigio no se resolvió hasta 1819 con el Tratado Adams-Onís.) Al mismo tiempo empezó a aparecer en el nueva nación el sentimiento que pronto se formularía en la doctrina del destino manifiesto y el país se sintiera de hecho propietario de todos los territorios poco poblados que llegaban hasta la costa oeste de Norteamérica. Tras las pioneras expediciones de Lewis y Clark (1804-06) y de Zebulon Pike (1806-07), varios cazadores estadounidenses, algunos de ellos participantes en esas expediciones, comenzaron a explorar las cuencas del Misuri y Misisipí y el suroeste de lo que serán los Estados Unidos. Estos "Mountain Men", como se les decía, no les importaba las fronteras ni los tratados. Solo seguían sus presas sin pedir permiso de las autoridades, y de todas formas, muchos compartían el sentimiento nacional de que estos territorios estaban destinados a ser parte de su país. Se dice que alguna vez un aventurero exclamo en estos lugares: "Ojala algún día California sea de los Estados Unidos".
Varios de ellos llegaron al pueblo de Los Ángeles. Jedediah Smith y su partido llegaron a la Misión de San Gabriel en 1826 después de haber cruzado varios desiertos y sierras. El Jefe Político José María Echeandía, sospechoso de sus intentos y preocupado de que ellos sean solo los primeros de muchos más, los arresto. Solo los soltó con la promesa de irse de la manera en que entraron territorio mexicano, pero Smith y sus compañeros pasaron el invierno explorando el Valle de San Joaquín. El año siguiente volvió de nuevo con otro partido y fue de nuevo arrestado en Monterrey. Otra vez es soltado con la promesa de no regresar, pero continua sus investigaciones del área antes de abandonar California para siempre. Pero las preocupaciones del Jefe Político Echeandía eran reales. Otros cazadores estadounidenses, como el padre e hijo Sylvester y James Pattie (el último visitó Los Ángeles en 1828) ya conocían, explotaban y comerciaban en las tierras de California y Nuevo México a menudo.
En la década de los 30, otro grupo de extranjeros optaron por integrarse a la sociedad mexicana. Comerciantes de Nueva Inglaterra, como Abel Stearns y Johnathan Temple (conocido por su nombre en castellano: Juan Temple) adoptaron ciudadanía mexicana y convirtieron al catolicismo para vivir en California. (Stearns se casó con Arcadia Bandini, hija de Juan Bandini, y compró el Rancho Los Alamitos (hoy la ciudad de Los Alamitos). Temple compró el Rancho Los Cerritos (hoy Cerritos) y construyó una casa en el sitio que hoy ocupa el Ayuntamiento de Los Ángeles. Inmigrantes de otros países también llegaron, como el suizo John Sutter, quien se estableció en el norte del territorio y ayudó a muchos colonos de Estados Unidos que llegaban a la región por la Ruta de California, muchos de ellos simplemente ocupando terrenos ilegalmente.

## La Guerra de la Intervención estadounidense en México

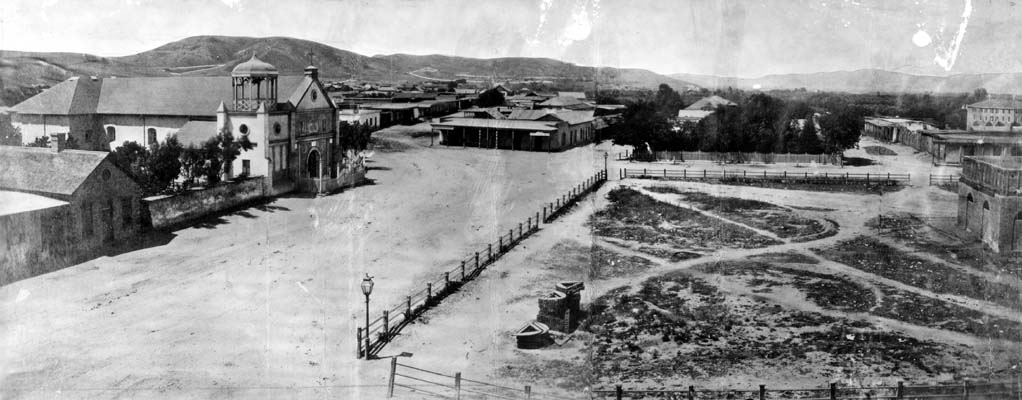
La Iglesia de Nuestra Señora la Reina de los Ángeles enfrente de La Plaza, 1869.

A vísperas de la guerra con Estados Unidos los esfuerzos de John C. Frémont ayudaron a que el pueblo estadounidense reconociera las riquezas del territorio. En 1844 publicó la ruta comercial entre Santa Fe y Los Ángeles, establecida por Antonio Armijo en 1829. Aún más importante, en junio de 1845 Frémont llevó un partido armado de 57 hombres desde San Luis hasta el centro de California donde se estableció, supuestamente haciendo estudios científicos, pero secretamente organizando la pequeña pero creciente colonia estadounidenses de la región para rebelarse contra el gobierno cuando la oportunidad se presentara. Esta oportunidad ocurrió el año siguiente con el comienzo de la guerra contra Estados Unidos.
En esta guerra Frémont declaró una República de California independiente y su ejército improvisado rápidamente capturaron los presidios de Monterrey y San Francisco. Las fuerzas armadas de los Estados Unidos invadieron a California por otros dos puntos: el Comodoro Robert F. Stockton por mar y el general Stephen Kearny por tierra desde Santa Fe. 
La ciudad de Los Ángeles fue el epicentro de la resistencia mexicana contra la invasión en los territorios norteños, luego del sitio a dicha población y como consecuencia de los abusos y crímenes cometidos en él por los invasores; esta ciudad era el punto de llegada de las migraciones venidas de Sonora, Sinaloa y Durango, así como el principal centro de conexión en la entidad con el resto del país, razones por las cuales estaba asentado de mejor manera un sentido de pertenencia y movilización para la defensa del territorio mexicano. El 23 de septiembre de 1846 un grupo de pobladores encabezados por Sérbulo Várela se levantaron en armas contra los ocupantes estadounidenses al atacar una guarnición de los ocupantes en el poblado angelino; posteriormente, ya organizados, tomó el mando el capitán José María Flores; el resultado fue expulsión de los invasores tres días más tarde. La población insurrecta asumió el control de Los Ángeles y organizó un efímero gobierno popular. Este emite una proclama el día 24, en la que declara la lealtad de la Alta California al gobierno mexicano; se declara la guerra a los invasores; establece las bases para la movilización armada; el uso de todas las propiedades usurpadas por los invasores como fuente de ingresos para pagar la resistencia armada. La victoria en la Batalla de Chino el 30 de septiembre resultó significativa, pues fue la única en una ciudad de importancia (Los Ángeles), en los territorios del extremo norte mexicano. El 8 de octubre se produjo el contraataque invasor, pero fue vencido por el capitán José Antonio Carrillo en la batalla del Rancho Domínguez.
Un poco más al sur, nuevos brotes de resistencia se generaron, siendo notorio el de San Diego, lugar donde las tropas estadounidenses, expulsadas de Los Ángeles, Santa Barbara y San Luis Obispo, se reagrupaban. La Batalla de San Pascual (cuyo triunfo se adjudica, según la fuente, cada bando), fue un punto de inflexión, pues los soldados estadounidenses, hechos prisioneros, realizaron un trabajo de sedición entre quienes los custodiaban; el resultado fue una notoria división entre los distintos grupos que combatían a los invasores. Esto hizo inadvertida la llegada de refuerzos estadounidenses y el eventual reacomodo de su fuerzas para llevar a cabo el último asedio al mayor punto de combate, Los Ángeles; en el tramo se presentaron relevantes combates en las batallas de Santa Clara y Río San Gabriel. La resistencia en Los Ángeles y los pueblos aledaños se mantuvo hasta la derrota a manos del general Stephen Kearny, el 9 de enero de 1847 en la Batalla de La Mesa.
Otros enfrentamientos militares notables de la conquista incluye la batalla de San Pascual en el sur de California, así como la batalla de Olómpali y la batalla de Santa Clara en el norte de California. Tras una serie de batallas defensivas en el sur, los californios firmaron el tratado de Cahuenga el 13 de enero de 1847, asegurándose la censura y estableciendo de facto el control estadounidense en California.

## Era estadounidense (desde 1848)
Incorporación a Estados Unidos

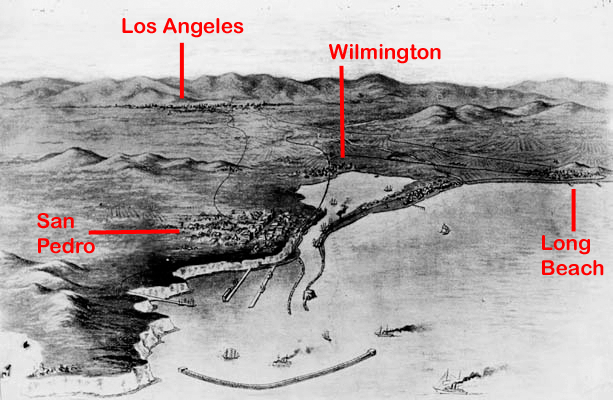
Bahía de San Pedro, 1900.

En 1850 California se convirtió en el 31.er Estado de los Estados Unidos. La población había crecido improvisadamente como resultado de la Fiebre del oro de California de 1848, que dio lugar a una migración masiva de inmigrantes estadounidenses, europeos, chinos y sudamericanos a la costa oeste, dentro del fenómeno conocido como la "Conquista del Oeste". Este crecimiento transformó a San Francisco en la ciudad principal del Estado y el norte del Estado el centro de la población. Los Ángeles por las próximas décadas continuaría como región de ganadería. En esta época muchos de los terratenientes californianos perdieron sus ranchos. Las tribunales estadounidenses fallaron que los títulos españoles y mexicanos eran mal definidos, lo cual ayudó a que los recién llegados se tomaran posesión legal de estas tierras. Solo al fin del siglo XIX Los Ángeles experimento un crecimiento de población, la mayoría del Medio Oeste y la ciudad fue cobrando cada vez más importancia.
Masacre de chinos de Los Ángeles
La masacre de chinos de Los Ángeles fue una masacre racial que ocurrió el 24 de octubre de 1871 en Los Ángeles (California), cuando una turba de alrededor 500 personas blancas e hispánicas entraron en el barrio chino y atacaron, robaron y asesinaron a residentes chinos. La masacre tuvo lugar en la «Calle de los Negros», también conocida como «Negro Alley». La turba se reunió después de oír que un policía había sido disparado y un granjero asesinado por un chino. Algunas fuentes del siglo XXI lo han descrito como el mayor linchamiento en masa de la historia de Estados Unidos.

### 

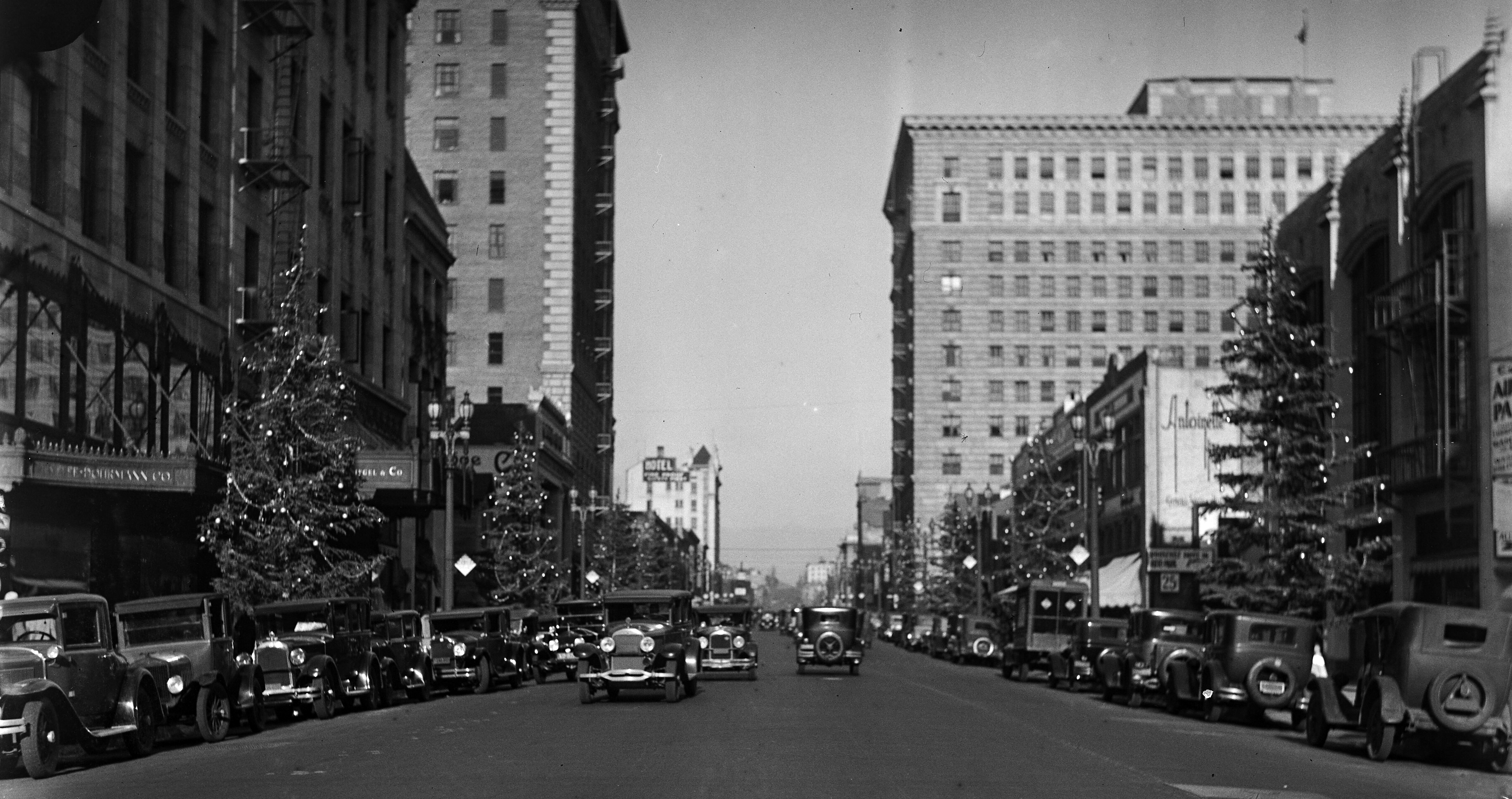
Navidad en Los Ángeles, 1928.

### SigloXX

#### Ciudad en auge: 1913-1941

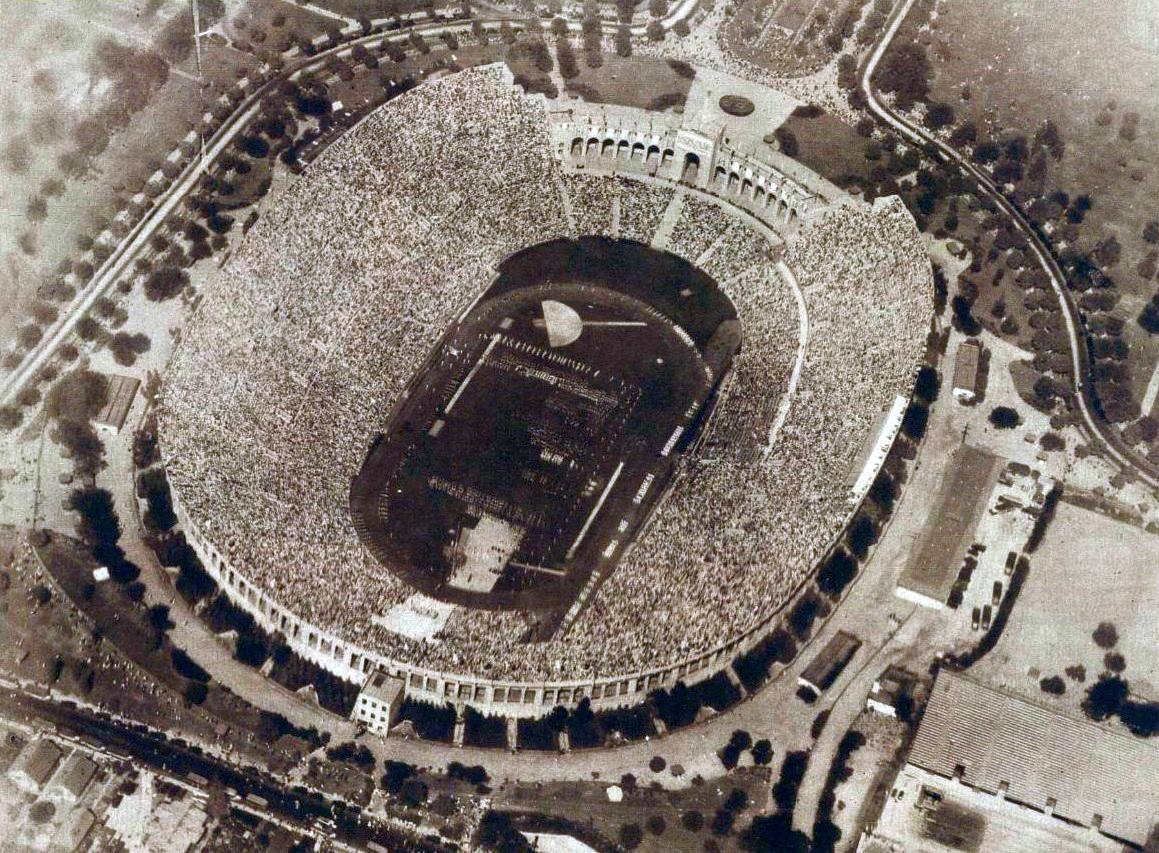
Los Angeles Memorial Coliseum.

Robert F. Kennedy yace mortalmente herido en el piso inmediatamente después del tiroteo. Arrodillado junto a él está el ayudante de camarero de 17 años, Juan Romero, que estaba estrechando la mano de Kennedy cuando Sirhan Sirhan disparó.

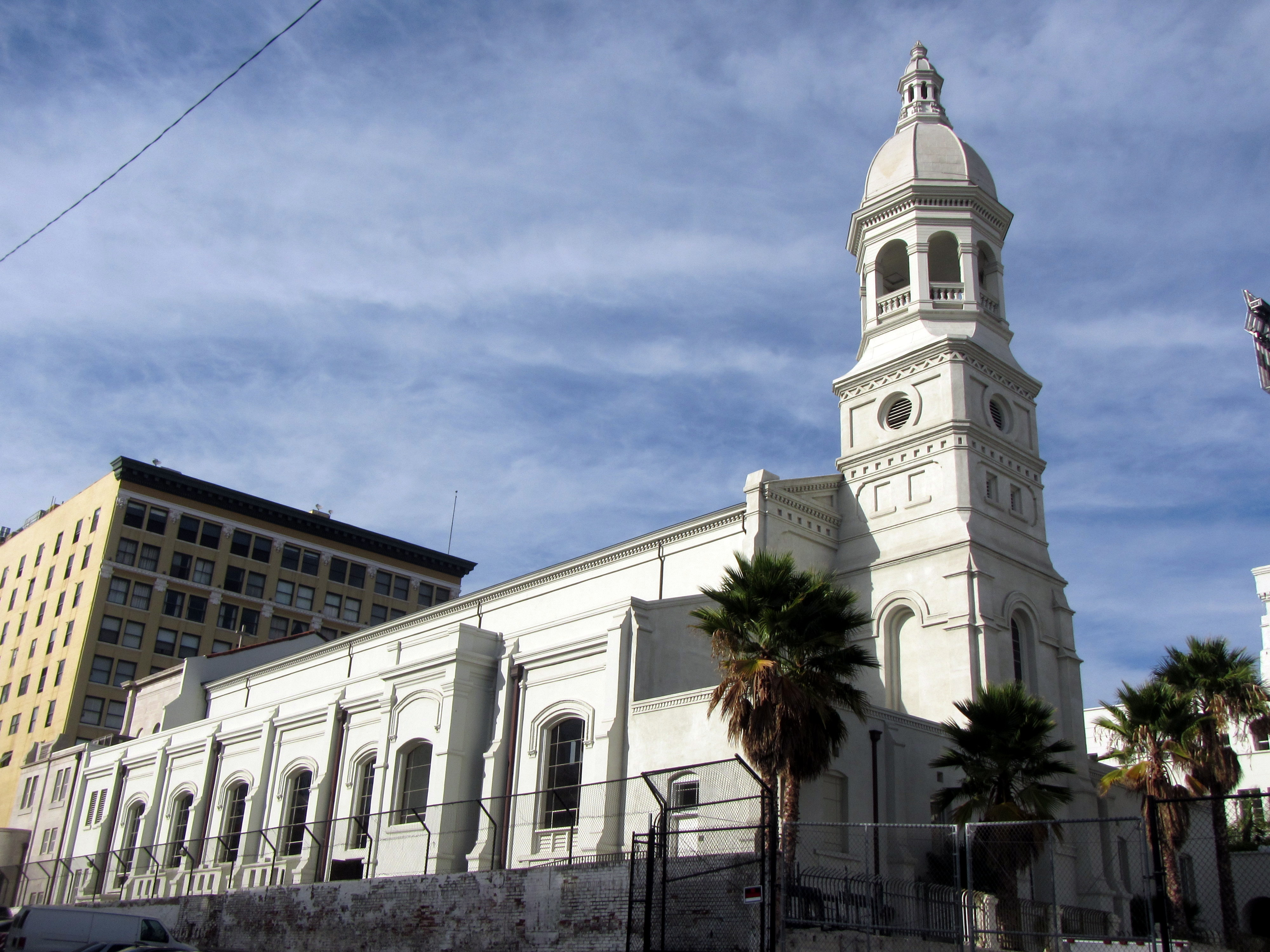
La antigua catedral de Santa Vibiana fue restaurada tras el terremoto y es hoy lugar para eventos y presentaciones escénicas.

La construcción de represas que lleva el agua de diferentes ríos retirados del núcleo urbano, ocasionó el rápido crecimiento de la ciudad que a comienzos del siglo XX contaba 100 000 habitantes. El establecimiento de la industria cinematográfica en Los Ángeles durante los años 1910 impulsó de manera insospechada el desarrollo de la ciudad, sirviendo de residencia para la élite del espectáculo estadounidense, que se estableció principalmente en el exclusivo sector de Hollywood.

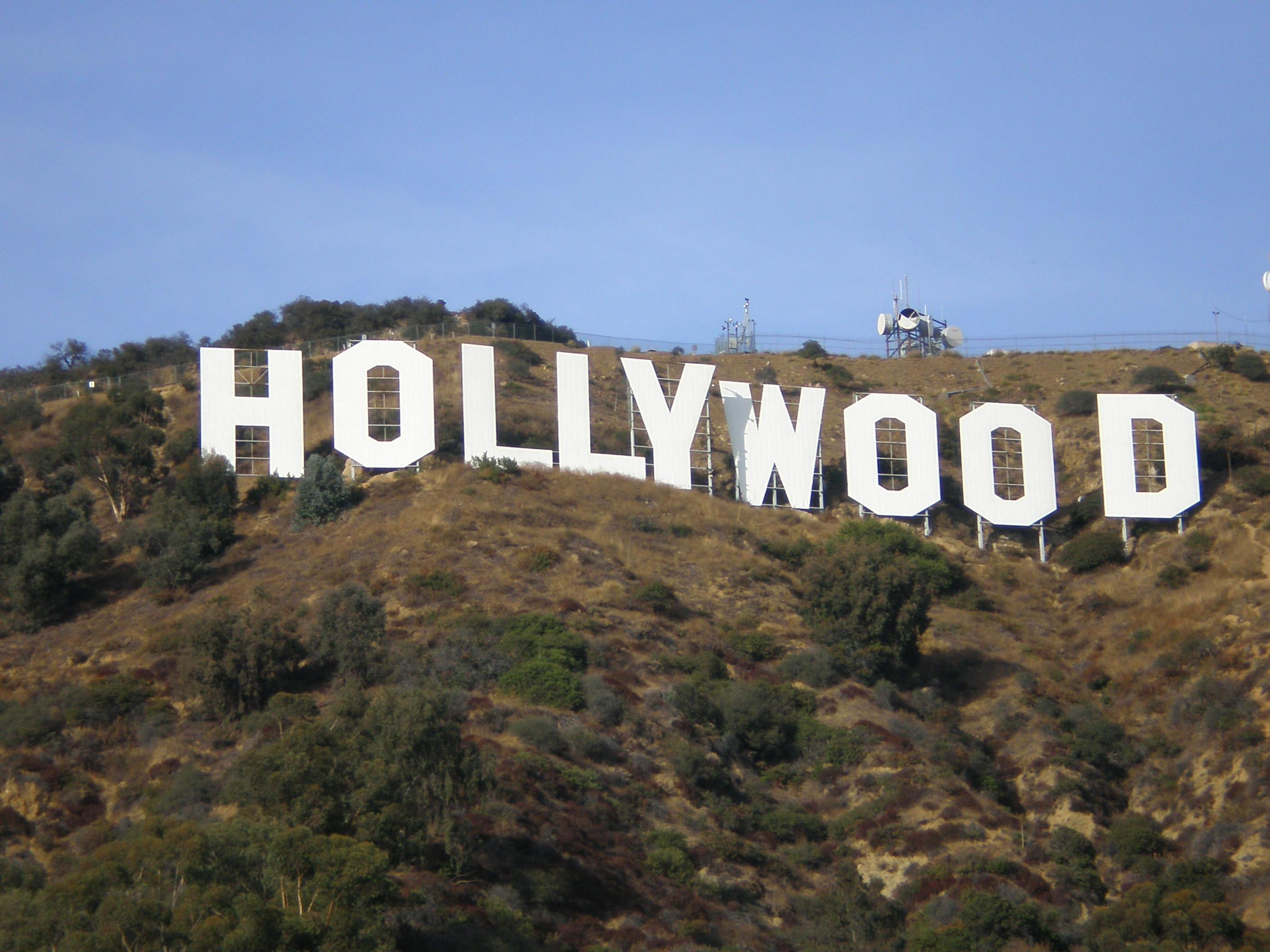
Hollywood Sign.

Hollywood
En 1908, al menos treinta empresas cinematográficas empezaron a establecer sus producciones alrededor de Jacksonville (Florida), atraídas por su clima templado en invierno, su fácil acceso por ferrocarril y una mano de obra más barata que en Nueva York, pero unos pocos años después se marcharon debido a los fenómenos climáticos extremos de la Costa Este y a motivos políticos. Kalem Studios fue el primero en llegar, en 1908, y en 1911 también fue el primero que empezó a producir en la zona de Los Ángeles.
En 1912, varias empresas cinematográficas importantes habían establecido sus producciones en la zona de Los Ángeles. A principios del siglo xx, la mayor parte de las patentes relacionadas con el cine eran propiedad de la Motion Picture Patents Company de Thomas Edison, con sede en Nueva Jersey, y los cineastas a menudo eran demandados y obligados a detener sus producciones. Para evitar esto, los cineastas empezaron a trasladarse a Los Ángeles, donde era más fácil evadir los intentos de aplicar las patentes de Edison. Además, el clima era ideal y proporcionaba un acceso rápido a varios escenarios diferentes. De esta manera, Los Ángeles se convirtió en la capital de la industria cinematográfica estadounidense. Las montañas, llanuras y los bajos precios del suelo hicieron de Hollywood un buen lugar para establecer estudios de cine.
El director D. W. Griffith fue el primero que realizó una película en Hollywood. Su cortometraje de diecisiete minutos In Old California fue grabado en 1910 para la Biograph Company. Aunque Hollywood prohibió las salas de cine —cuando no tenía ninguna— antes de la anexión, Los Ángeles no tenía esta restricción. El primer estudio de Hollywood, la Nestor Film Company, fue fundado por la empresa Centaur Film Company de Nueva Jersey en octubre de 1911 en una antigua área de servicio situada en el 6121 del Sunset Boulevard (en la esquina con Gower Street). Pronto cuatro importantes empresas cinematográficas —Paramount, Warner Bros., RKO y Columbia— tendrían estudios en Hollywood, al igual que varias empresas pequeñas y estudios en alquiler.
Juegos Olímpicos de Los Ángeles 1932
Los Juegos Olímpicos de Los Ángeles 1932, oficialmente conocidos como los Juegos de la X Olimpiada. Los Juegos Olímpicos volvieron a los Estados Unidos tras permanecer en Europa durante 28 años, pero, el viaje hasta la lejana costa oeste y el hecho de que la «Gran Depresión Económica» seguía azotando al país anfitrión y al mundo, provocó que se redujera el número de países y deportistas participantes, especialmente del Viejo Continente. Así de 46 naciones concurrentes en la olimpiada anterior se descendió a 37 y de atletas de 3014 a 1328, 1206 hombres y 126 mujeres.
Segunda Guerra Mundial
La batalla de Los Ángeles (en inglés: Battle of Los Angeles), también conocida como The Great Los Angeles Air Raid (literalmente ‘el gran ataque aéreo de Los Ángeles’), es el nombre dado por las fuentes contemporáneas a un incidente ocurrido en Los Ángeles, California (Estados Unidos), en el cual, tras una falsa alarma a causa de un supuesto ataque enemigo, se produjo la reacción de las defensas antiaéreas estadounidenses, durante los días 24 y 25 de febrero de 1942. El incidente ocurrió menos de tres meses después que los Estados Unidos entraran a la Segunda Guerra Mundial como resultado del ataque a Pearl Harbor por parte de la Armada Imperial Japonesa, y un día después del bombardeo de Ellwood el 23 febrero.
Asesinato de Robert F. Kennedy
El asesinato de Robert F. Kennedy, senador de los Estados Unidos y hermano del también asesinado presidente John F. Kennedy, tuvo lugar en la madrugada del miércoles 5 de junio de 1968 en el Hotel Ambassador de Los Ángeles, California. Robert F. Kennedy fue asesinado durante las celebraciones de su exitosa campaña en las primarias de California en su intento de obtener la nominación demócrata para la presidencia de los Estados Unidos. El perpetrador fue un joven inmigrante palestino de veinticuatro años de edad llamado Sirhan Sirhan, quien hasta hoy en día permanece encarcelado por el crimen cometido. Debido a la cantidad de reporteros en la escena del crimen, el tiroteo fue grabado en audio, mientras el resto de los eventos se recogió en filmación cinematográfica y fotografías.
El cuerpo de Kennedy estuvo en exhibición en la Catedral de San Patricio de Nueva York por espacio de dos días hasta el sábado 8 de junio, en que se le rindió la misa funeral. Su cuerpo fue enterrado cerca de su hermano John en el Cementerio Nacional de Arlington. Su muerte motivó que a partir de entonces el Servicio Secreto se hiciera cargo de la protección de los candidatos presidenciales.
Juegos Olímpicos de Los Ángeles 1984
Los Juegos Olímpicos de Los Ángeles 1984, oficialmente conocidos como los Juegos de la XXIII Olimpiada, se celebraron en Los Ángeles, Estados Unidos, entre el 28 de julio y el 12 de agosto de 1984. Participaron 6829 atletas (5263 hombres y 1566 mujeres) de 140 países, compitiendo en 21 deportes y 221 especialidades.
Disturbios de Los Ángeles de 1992
Los disturbios de 1992 en Los Ángeles, a veces llamados el levantamiento de Los Ángeles de 1992, fueron una serie de disturbios y alteraciones civiles que se produjeron en el condado de Los Ángeles en abril y mayo de 1992. Los disturbios comenzaron en el centro-sur de Los Ángeles el 29 de abril, después de que un jurado absolviera a cuatro agentes del Departamento de Policía de Los Ángeles (DPLA) acusados de haber hecho un uso excesivo de la fuerza en la detención y paliza de Rodney King. Este incidente había sido grabado en vídeo y mostrado ampliamente en las emisiones de televisión.
Los disturbios se produjeron en varias zonas del área metropolitana de Los Ángeles, ya que miles de personas se amotinaron durante seis días tras el anuncio del veredicto, pero se concentraron en la zona Centro-Sur. Durante los disturbios se produjeron saqueos generalizados, asaltos e incendios provocados, que las fuerzas policiales locales tuvieron dificultades para controlar debido a la falta de personal y recursos. La situación en la zona de Los Ángeles sólo se resolvió después de que la Guardia Nacional de California, el ejército de Estados Unidos y varios organismos policiales federales se desplegaran para ayudar a poner fin a la violencia y los disturbios.
Terremoto de Northridge de 1994
El terremoto de Northridge de 1994 fue un terremoto de empuje ciego de magnitud de momento 6,7 que ocurrió el 17 de enero de 1994 a las 04:30 hora estándar del Pacífico en la región del Valle de San Fernando de la ciudad de Los Ángeles. El terremoto tuvo una duración de aproximadamente 10 a 20 segundos, y su aceleración máxima del suelo de 1,82 g fue la más alta jamás registrada instrumentalmente en un área urbana de América del Norte. El temblor se sintió en lugares tan lejanos como San Diego, Turlock, Las Vegas, Richfield, Phoenix y Ensenada. La velocidad máxima en tierra en la estación receptora de Rinaldi fue de 183 centímetros por segundo, la más rápida jamás registrada.

### SigloXXI
Su relativa cercanía a la frontera con México ha propiciado una masiva inmigración proveniente de dicho país, hasta el punto de que más de un tercio de la población de la ciudad es de origen mexicano.